# Kevin Kim
Kevin Kim (født 26. juli 1978 i Orange County, Californien, USA) er en amerikansk tennisspiller af koreansk afstamning, der blev professionel i 1997. Han har, pr. maj 2009, endnu ikke vundet nogen ATP-turneringer. I 2005-udgaven af Australian Open nåede han frem til 3. runde, hvilket er hans bedste resultat i Grand Slam-sammenhæng.